# Prom Night (1980)
Prom Night is een horrorfilm uit 1980 onder regie van Paul Lynch. De film heeft drie sequels. Daarnaast verscheen er in 2008 een nieuwe versie van het eerste deel.

## Verhaal
Het is 1974. Wanneer een groep jonge kinderen in een verlaten school een spel spelen, overlijdt er per ongeluk een klein meisje. Ze zweren elkaar dit geheim te houden, maar er blijkt een getuige zijn te geweest. Zes jaar later zijn de vrienden inmiddels tieners die zich richten op het eindbal. Wat de beste nacht van hun leven had moeten worden, loopt al snel uit op een nachtmerrie als de getuige die avond wraak besluit te nemen door de vrienden een voor een af te slachten.

## Rolverdeling
| Acteur            | Personage           |
| ----------------- | ------------------- |
| Jamie Lee Curtis  | Kim Hammond         |
| Leslie Nielsen    | Mr. Raymond Hammond |
| Casey Stevens     | Nick McBride        |
| Anne-Marie Martin | Wendy Richards      |
| Antoinette Bower  | Mrs. 'Vi' Hammond   |
| Michael Tough     | Alex Hammond        |

## Trivia
- De tagline, It's not who you come with, it's who takes you home, verschijnt in al de Prom Night-delen.
- Brock Simpson is de enige acteur die in alle delen verschijnt.
- De enige overeenkomst tussen de films is dat ze zich afspelen op Hamilton High.
- De locatie waarop de film is gefilmd, is Don Mills Collegiate Institute in Toronto (Canada).

## Nominaties
- Genie Award
  - Beste Filmmontage (Brian Ravok)
  - Beste Buitenlandse Actrice (Jamie Lee Curtis)

## Filmmuziek
1. All Is Gone - Blue Bazar
2. Prom Night (Versie 1)
3. Changes
4. Dancing In The Moonlight
5. Fade to Black - Gordean Simpson
6. All Is Gone (Instrument) - Blue Bazar
7. Time to Turn Around
8. Love Me Till I Die
9. Prom Night (Versie 2)
10. Forever - Blue Bazar

## Prom Night reeks
- Prom Night (1980)
- Hello Mary Lou: Prom Night II (1987)
- Prom Night III: The Last Kiss (1990)
- Prom Night IV: Deliver us from Evil (1992)
- Prom Night remake (2008)